# Replot
Replot (finsky Raippaluoto) je ostrov v Botnickém zálivu u západního pobřeží Finska. Má rozlohu 141,7 km² (osmý největší ostrov Finska) a žije na něm okolo 2100 obyvatel, z nichž více než 98 % hovoří švédsky. První písemná zmínka o zdejším osídlení pochází z roku 1407, obyvatelé se tradičně věnovali rybolovu, chovu ovcí a těžbě dřeva, Replot se také stává vyhledávanou rekreační oblastí. Ostrov tvořil původně samostatnou obec, od roku 1973 je součástí obce Korsholm v rámci kraje Pohjanmaa. Od roku 1997 ho s pevninou spojuje Replotský most, který měří 1045 m a je nejdelším mostem ve Finsku. Spolu s okolními menšími ostrovy je Replot součástí oblasti Kvarken, zapsané na seznam Světového dědictví. Ostrov se postupně zvětšuje vzhledem k postglaciálnímu izostatickém výzdvihu Baltského štítu.